# غرزی خواخوژی
جنرال غرزی خواخوژی (پشتو: غرزی خواخوږی‎)، فرزند محمد ابراهیم خواخوژی (شاعر، نویسنده، خبرنگار، سیاست‌مدار و یکی از اعضای رهبری جنبش ویش زلمیان و همچنین حزب مترقی دموکراتیک افغانستان تحت رهبری محمد هاشم میوندوال) بود. او که در اصل از ولایت قندهار است، در ۲۹ می ۱۹۶۲ میلادی در شهر کابل متولد گردید و از قوم بلوچ است.

## تحصیلات
دوره مدرسه را در دبیرستان عالی حبیبیه در شهر کابل تکمیل کرد، پس از مدرسه وارد ارتش شده و با اتمام کورس‌های فراشوت (چتر بازی) و کماندو با درجه لیسانس در رشته لوژستیک از دانشگاه ارتش افغانستان فارغ‌التحصیل شد.

## حرفه

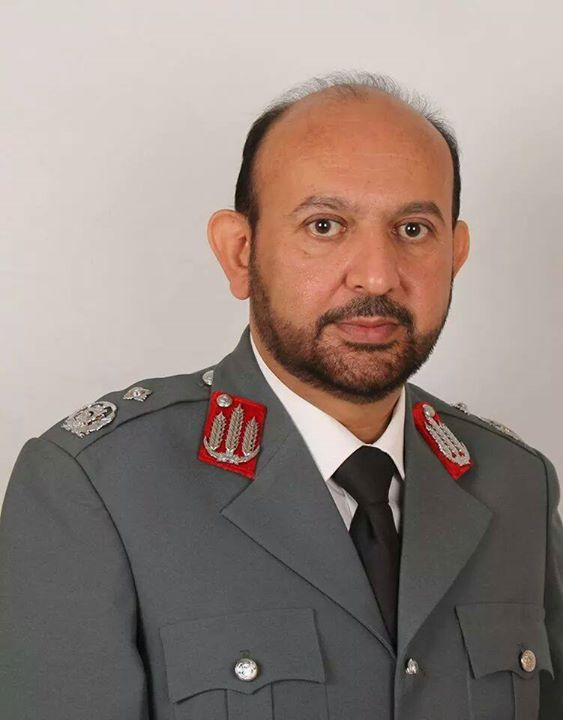
ژنرال غرزی خواخوژی ۲۰۱۴

غرزی خواخوژی در طول زندگی خود در سمت‌های دولتی و خصوصی گوناگونی ایفای وظیفه نموده‌است که به قرار ذیل می‌باشند:
- ۱۹۷۲ – ۱۹۸۰:- مسئول بخش جوانان دبیرستان عالی حبیبیه و همچنین عضو هیئت رهبری جنبش دموکراتیک جوانان افغانستان بود؛
- ۱۹۸۰ – ۱۹۹۲:- در سمت‌های مختلف در وزارت دفاع ملی افغانستان کار کرد، به درجه نظامی بریدجنرال ترفیع نمود و به عنوان سکرتر وزیر اطلاعات فرهنگ نیز کار کرد؛
- ۱۹۹۲:- به دلیل جنگ‌های داخلی به پاکستان مهاجر شد؛
- ۱۹۹۲ – ۱۹۹۳:- مسئول روابط عمومی RDA، سازمان غیردولتی که برای بازسازی و توسعه افغانستان کار می‌کرد؛
- ۱۹۹۳ – ۱۹۹۴:- مسئول برنامه غذایی اضطراری سازمان ملل متحد به کابل در جریان جنگ‌های داخلی؛
- ۱۹۹۴ – ۱۹۹۶:- برای صلح و ثبات در افغانستان کار می‌کرد؛
- ۱۹۹۷:- معاون عمومی عملیات‌ها در ریاست عمومی اطلاعات و مشاور شورای امنیت ملی؛
- ۱۹۹۷:- با اتهام کودتا علیه حکومت طالبان، برای پنج سال در زندان‌های مختلف ننگرهار، کابل و قندهار زندانی می‌شود و به تاریخ ۷ دسامبر ۲۰۰۱ پس از سقوط رژیم طالبان آزاد می‌گردد؛
- ۲۰۰۴:- مسئول کمپین‌های انتخاباتی افغانستان در اسلام‌آباد، پاکستان؛
- ۲۰۰۴ – اکنون:- انجمن ادبیات و فرهنگ خواخوژی را تأسیس نمود و تا اکنون به عنوان رئیس این انجمن خدمت می‌کند؛
- ۲۰۰۵ – اکنون:- شرکت ساختمانی سمسور افغانستان را تأسیس کرد و ریاست آن را بر عهده گرفت؛
- ۲۰۰۵:- به عنوان نماینده شورای ملی افغانستان (ولسی جرگه) از ولایت کابل خود را نامزد کرد، اما به دلیل مداخلات خارجی موفق نشد؛
- ۲۰۰۷ – ۲۰۰۸:- معاون شهرداری ولایت کابل، اما بنا بر مشکلات صحی از وظیفه خود کنار رفت؛
- ۲۰۰۷:- عضو جرگه صلح افغانستان-پاکستان؛
- ۲۰۰۹:- رئیس بررسی و مدیریت اداره حمایت مردمی از انتخابات‌های ریاست جمهوری افغانستان؛
- ۲۰۱۱:- عضو لویه جرگه سنتی در مورد همکاری استراتیژیک افغانستان و آمریکا؛
- ۲۰۱۲ – اکنون:- معاون عمومی شورای عمومی بلوچِ افغانستان؛
- ۲۰۱۳:- عضو لویه جرگه مشورتی در مورد گفت‌گوهای تفاهم‌نامه امنیتی دوجانبه میان افغانستان و آمریکا؛
- ۲۰۱۴ – اکنون:- عضو ستاد فرماندهی وزارت امور داخله افغانستان.

## افتخارات
غرزی خواخوژی در زندگی خود با جوایز ذیل از سوی دولت افغانستان مفتخر شده‌است:
- مدال ستاره درجه اول
- مدال ستاره درجه دوم
- مدال‌های شجاعت، خدمت و جوان افغانستان و مدال سید جمال الدین افغان
- جایزه درجه دوم از بخش تاریخ و ادبیات وزارت اطلاعات فرهنگ برای کتاب وی (بازی بزرگ)

## آثار ادبی
1. طلوع دموکراسی در افغانستان (پشتو)
2. قندهار و روی‌دادهای تاریخی (پشتو)
3. بازی بزرگ (پشتو)
4. نظری بر جریان انتخابات و دموکراسی در افغانستان (پشتو)
5. خاطره‌های خواخوژی (پشتو)
6. افغانستان به سوی دموکراسی (دری)
7. شخصیتی برای همیشه، مرحوم پروفسور رشاد (پشتو)
8. امتحان شده را امتحان نکن! (پشتو)
9. طلوع دموکراسی در افغانستان (ترجمه انگلیسی از پشتو)
10. جرگه‌ها در تاریخ افغانستان (پشتو)
11. مقالات، نقدها و تحلیل‌ها در روزنامه‌ها و مجله (پشتو، دری و ترجمه آن‌ها به زبان انگلیسی)